# W9 (kolej)

Wzory wskaźników W 9 – ustawianych na początku (1) i na końcu (2) odcinka przez który należy przejeżdżać ze zmniejszoną prędkością

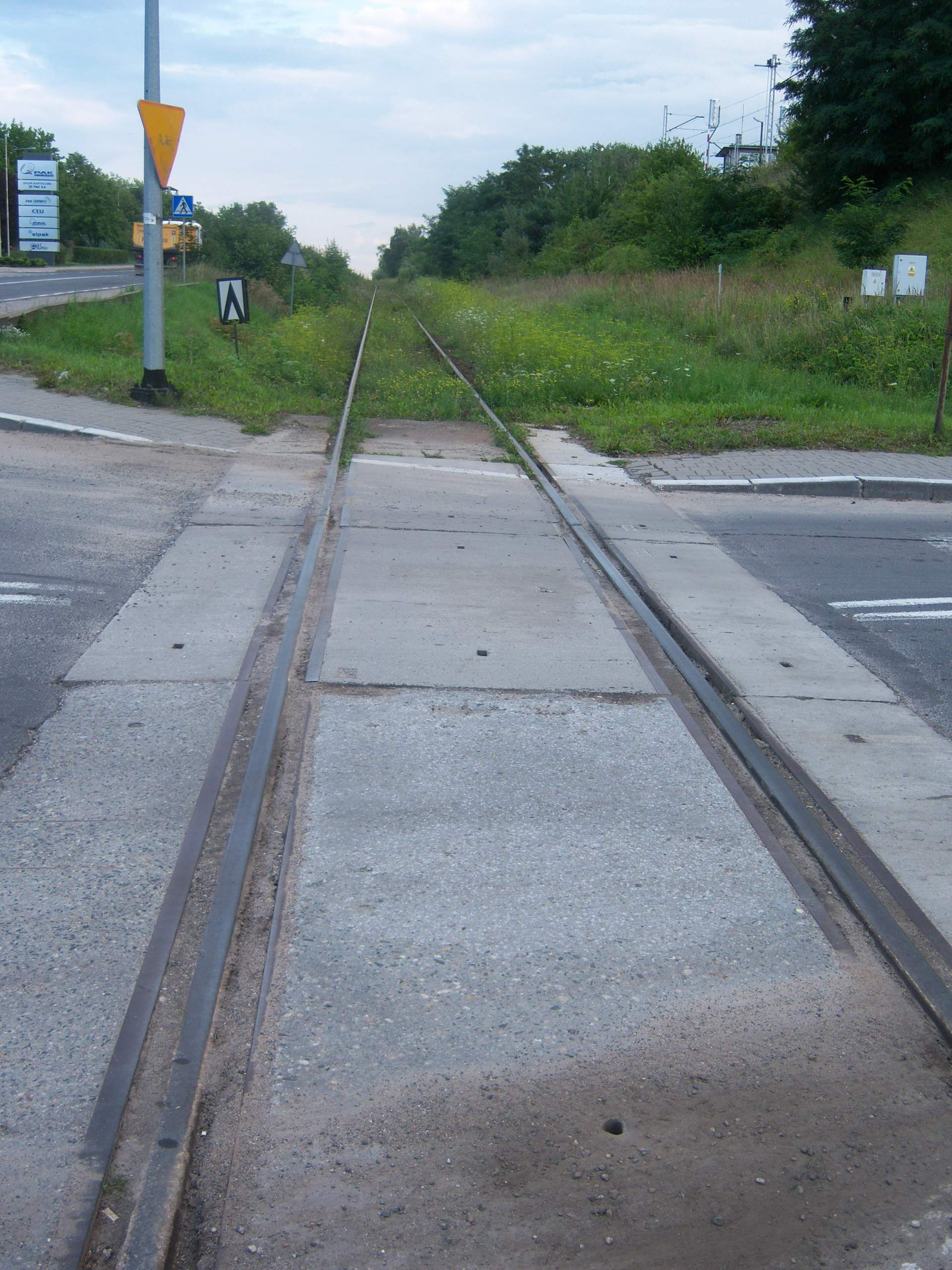
Wskaźnik W9 ustawiony za przejazdem kolejowo-drogowym, fragment linii kolejowej nr 388 w okolicach przystanku Gosławice – widok w kierunku Konina, równolegle biegnie droga krajowa nr 25 oraz Magistrala Lubstowska – kolej przemysłowa KWB Konin

W 9 „Wskaźnik odcinka ograniczonej prędkości” – wskaźnik kolejowy w Polsce oznaczający początek lub koniec odcinka przez który należy przejeżdżać ze zmniejszoną prędkością pociągu.

## Linie normalnotorowe i szerokotorowe

### Wygląd
Wskaźnik ma postać prostokątnej białej tablicy z czarnym obramowaniem, a na niej z jednej strony czarny kąt, zwrócony wierzchołkiem ku dołowi, z drugiej zaś – zwrócony wierzchołkiem ku górze (kąt oparty jest na krótszym boku prostokąta, a wierzchołek dotyka przeciwległego boku).
Wskaźnik ustawia się w ruchu na liniach kolejowych normalnotorowych i szerokotorowych w odległości drogi hamowania za wskaźnikiem W 8. Wskaźnik W 9 wykonywany jest dwustronnie: z jednej strony wskaźnika widoczna jest tablica z czarnym kątem zwróconym wierzchołkiem do dołu, a z drugiej – z czarnym kątem zwróconym wierzchołkiem do góry.
Początek odcinka, przez który należy przejeżdżać ze zmniejszoną prędkością, oznacza się tą stroną wskaźnika W 9, na której widoczny jest kąt zwrócony wierzchołkiem do dołu. Koniec odcinka wyznacza strona z kątem zwróconym wierzchołkiem ku górze.
Na początku odcinka wskaźnik ten ustawia się po tej samej stronie, po której był ustawiony wskaźnik W 8.
Na końcu odcinka:
- Na szlaku jednotorowym i wielotorowym (liczba torów większa od 2) dla jazdy po torze nieskrajnym (wewnętrznym) – obowiązuje odwrotna strona wskaźnika W 9, ustawionego na początku odcinka dla przeciwnego kierunku ruchu, mimo że wskaźnik ten będzie się znajdował po lewej stronie toru, patrząc w kierunku jazdy. Zasada ta dotyczy również wskaźników W9 ustawianych w obrębie stacji.
- Na szlaku dwutorowym i wielotorowym dla jazdy po torze skrajnym (zewnętrznym) – obowiązuje odwrotna strona wskaźnika W 9, ustawionego na początku odcinka dla przeciwnego kierunku ruchu (z prawej, albo z lewej strony toru, patrząc w kierunku jazdy).

Jeżeli na szlaku wielotorowym szerokość międzytorza nie pozwala na umieszczenie wskaźnika W 9 typowej wielkości, wtedy stosuje się wskaźnik o zmniejszonych wymiarach (40 cm szerokości, 30 cm wysokości) i umieszcza się go nisko dolną krawędzią na wysokości główki szyny.

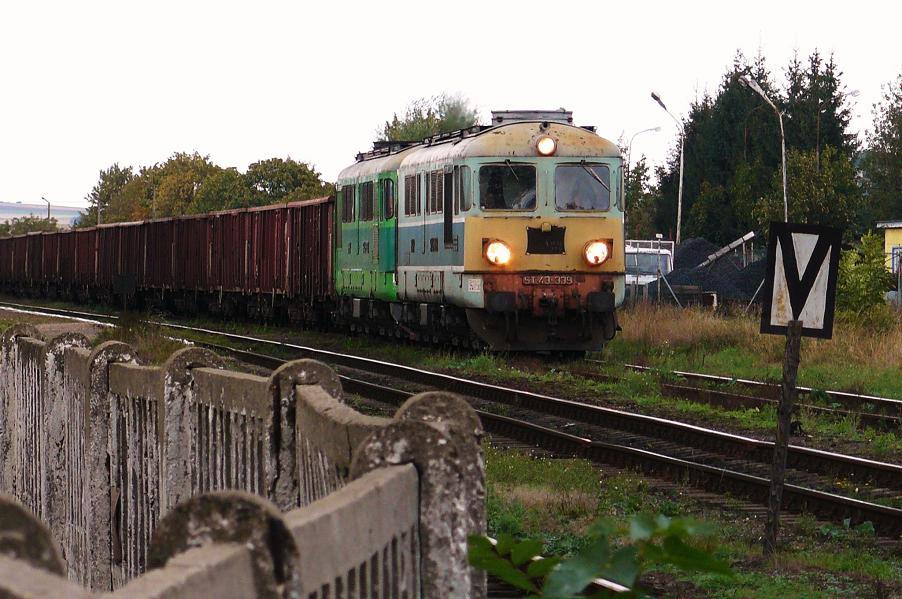
Znak W 9 i skład towarowy prowadzony lokomotywami ST43 w podwójnej trakcji na stacji Ząbkowice Śląskie
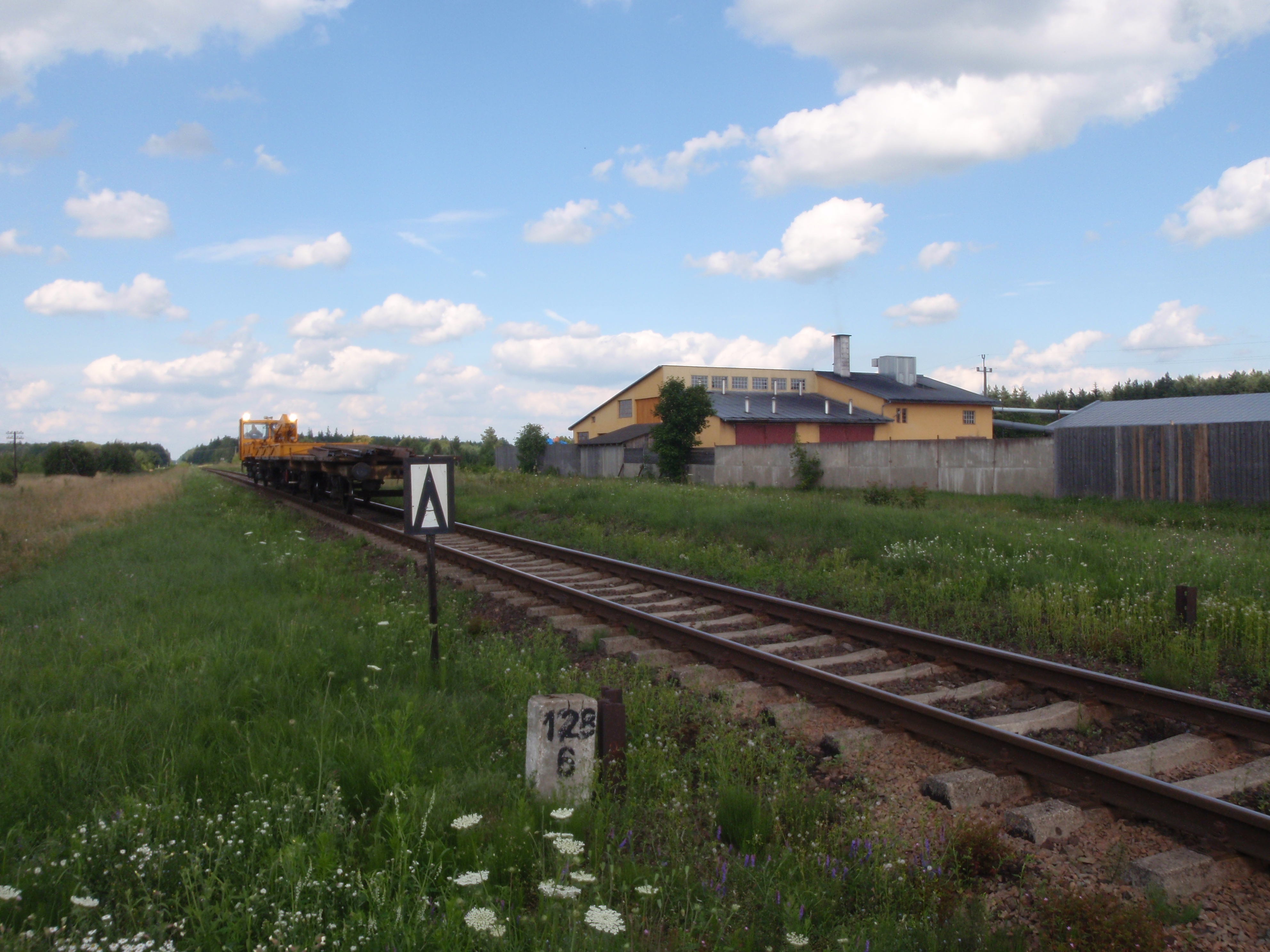
Znak W 9 i drezyna spalinowa WM-15 PKP PLK Zakładu Linii Kolejowych w Białymstoku zbliżająca się do przejazdu kolejowo-drogowego przy stacji Nowosady widok na kilometrze 128,6 linii kolejowej nr 31 Siedlce-Siemianówka
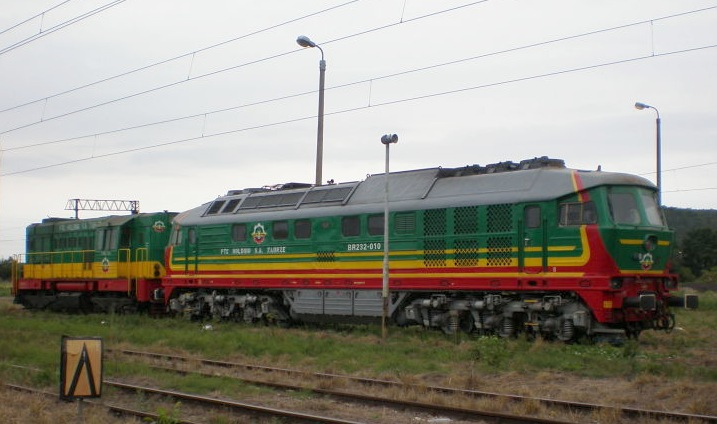
Znak W 9 (na pierwszym planie po lewej stronie) w oddali lokomotywy spalinowe T448 i BR232 w barwach PTK Holding SA Zabrze
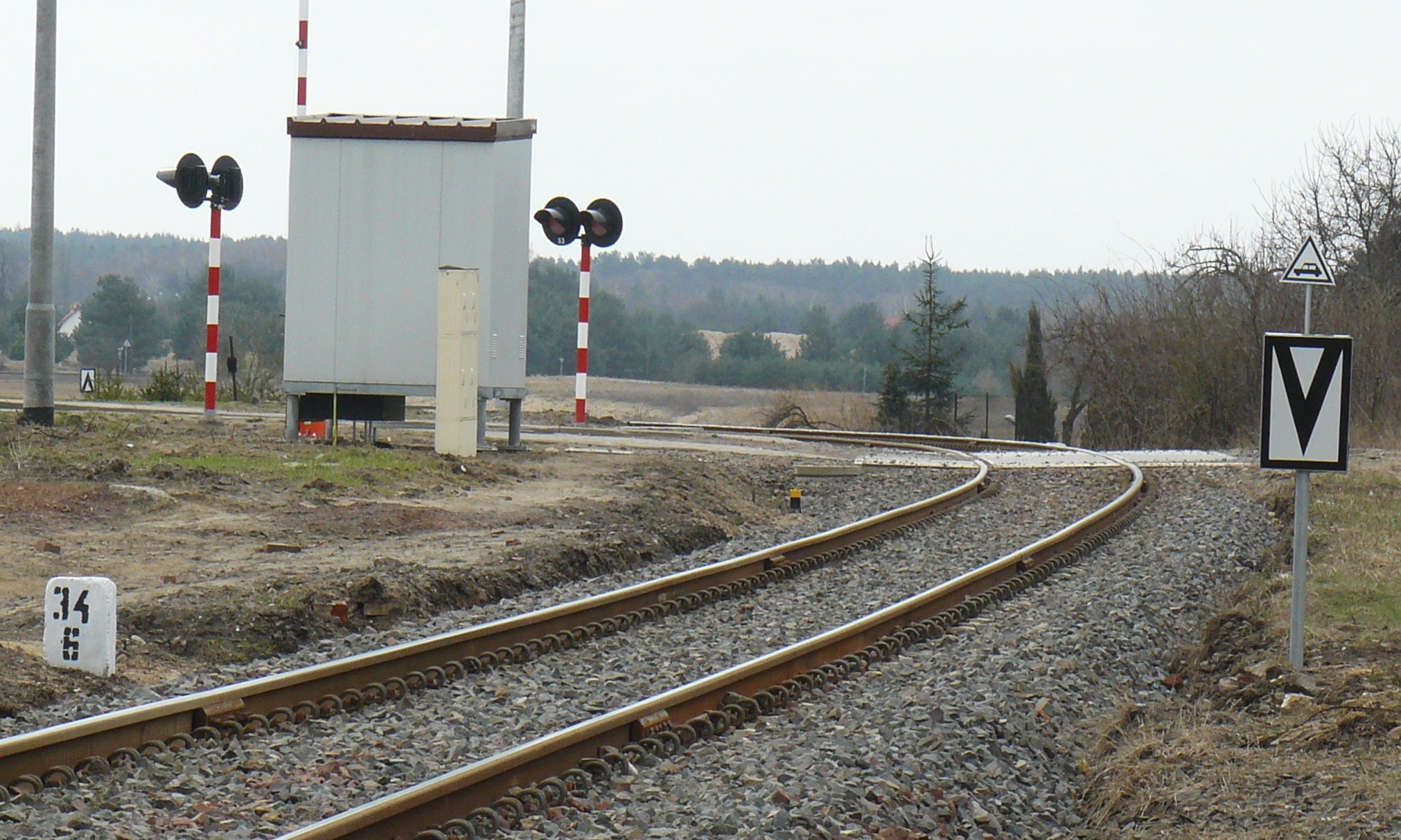
Znak W 9 na kilometrze 34,6 linii kolejowej nr 356 przed wjazdem na przystanek Skoki

#### Oznaczenia zastosowane w przykładach

(1) – Wskaźnik W 8 (wersja zwykła); (2) – Wskaźnik W8 (wersja do ustawienia na wysokości główki szyny); (3) – Wskaźnik W 9 umieszczony po stronie wskaźnika W 8; (4) – Druga strona wskaźnika W 9; (5) – Odcinek toru na którym nie obowiązuje ograniczenie prędkości; (6) – Odcinek toru na którym obowiązuje ograniczenie prędkości

#### Przykłady

Szlak jednotorowy

Szlak jednotorowy z ograniczeniem dla jednego kierunku (np. na dużym spadku)

Szlak dwutorowy z ograniczeniem na obu torach

Szlak dwutorowy z ograniczeniem na jednym torze

Szlak wielotorowy z ograniczeniem na torze skrajnym oraz torze nieskrajnym

Szlak wielotorowy z ograniczeniem na torze skrajnym

Szlak wielotorowy z ograniczeniem na torze nieskrajnym

Szlak wielotorowy z ograniczeniem na torach nieskrajnych

## Linie wąskotorowe
Wskaźnik W 9 na liniach kolejowych wąskotorowych oznacza koniec odcinka, przez który należy przejeżdżać ze zmniejszoną prędkością. Wskaźnik ma formę trójkątnej białej tablicy z czarnym obramowaniem, zwróconej wierzchołkiem ku dołowi, a na niej czarna pionowa kresa.
Ustawia się go z lewej strony toru, patrząc w kierunku jazdy, i stosuje się wraz ze wskaźnikiem W 8 w ten sposób, że tarcza jest dwustronna, a więc po jednej stronie tarczy jest wskaźnik W 8, a po drugiej W 9.
Wskaźnik W 9 stosuje się wówczas, gdy ograniczenie prędkości jest ujęte w regulaminie technicznym kolei wąskotorowej.

## Linie metra
Wskaźnik W 9 „Początek lub koniec odcinka, przez który należy przejeżdżać ze zmniejszoną prędkością” mający zastosowanie na liniach metra to dwustronna, prostokątna biała tablica z czarnym obramowaniem, na jednej stronie tablicy trójkąt skierowany wierzchołkiem w dół, na drugiej stronie tablicy trójkąt skierowany wierzchołkiem w górę. Trójkąt skierowany wierzchołkiem w dół oznacza początek odcinka, przez który należy przejeżdżać ze zmniejszoną prędkością, a trójkąt skierowany wierzchołkiem w górę oznacza koniec tego odcinka.
Wskaźnik W 9, wyznaczający początek odcinka, przez który należy przejeżdżać ze zmniejszoną prędkością, ustawia się po tej samej stronie toru, po której należy ustawiać poprzedzający go wskaźnik W 8.